# 2050
2050（二千五十、にせんごじゅう）は、自然数または整数において、2049の次で2051の前の数である。

## 性質
- 2050は合成数であり、約数は1, 2, 5, 10, 25, 41, 50, 82, 205, 410, 1025, 2050である。
  - 約数の和は3906。
- 2050 = 2 × 52 × 41
  - 3つの異なる素因数の積で p 2 × q × r の形で表せる180番目の数である。1つ前は2044、次は2060。(オンライン整数列大辞典の数列 A085987)
- 20502 + 1 = 4202501 であり、n 2 + 1 が素数になる213番目の数である。1つ前は2034、次は2054。(オンライン整数列大辞典の数列 A005574)
- 2050 = 32 + 42 + 452 = 32 + 212 + 402 = 52 + 272 + 362 = 122 + 152 + 412 = 152 + 152 + 402 = 152 + 232 + 362
  - 3つの平方数の和6通りで表せる184番目の数である。1つ前は2037、次は2052。(オンライン整数列大辞典の数列 A025325)
- 2050 = 32 + 42 + 452 = 32 + 212 + 402 = 52 + 272 + 362 = 122 + 152 + 412 = 152 + 232 + 362
  - 異なる3つの平方数の和5通りで表せる140番目の数である。1つ前は2027、次は2082。(オンライン整数列大辞典の数列 A025343)
- n = 2050 のとき n と n − 1 を並べた数を作ると素数になる。n と n − 1 を並べた数が素数になる170番目の数である。1つ前は2022、次は2058。(オンライン整数列大辞典の数列 A054211)
- 各位の和が7になる70番目の数である。1つ前は2041、次は2104。

## その他 2050 に関連すること
- 西暦2050年
- 阪急電鉄の阪急2000系電車 (初代)において、1984年に六甲駅で山陽電鉄の車両と衝突事故で廃車された車両番号は2050である。
- 2050系
- クライシス2050